# Топонимия Афганистана

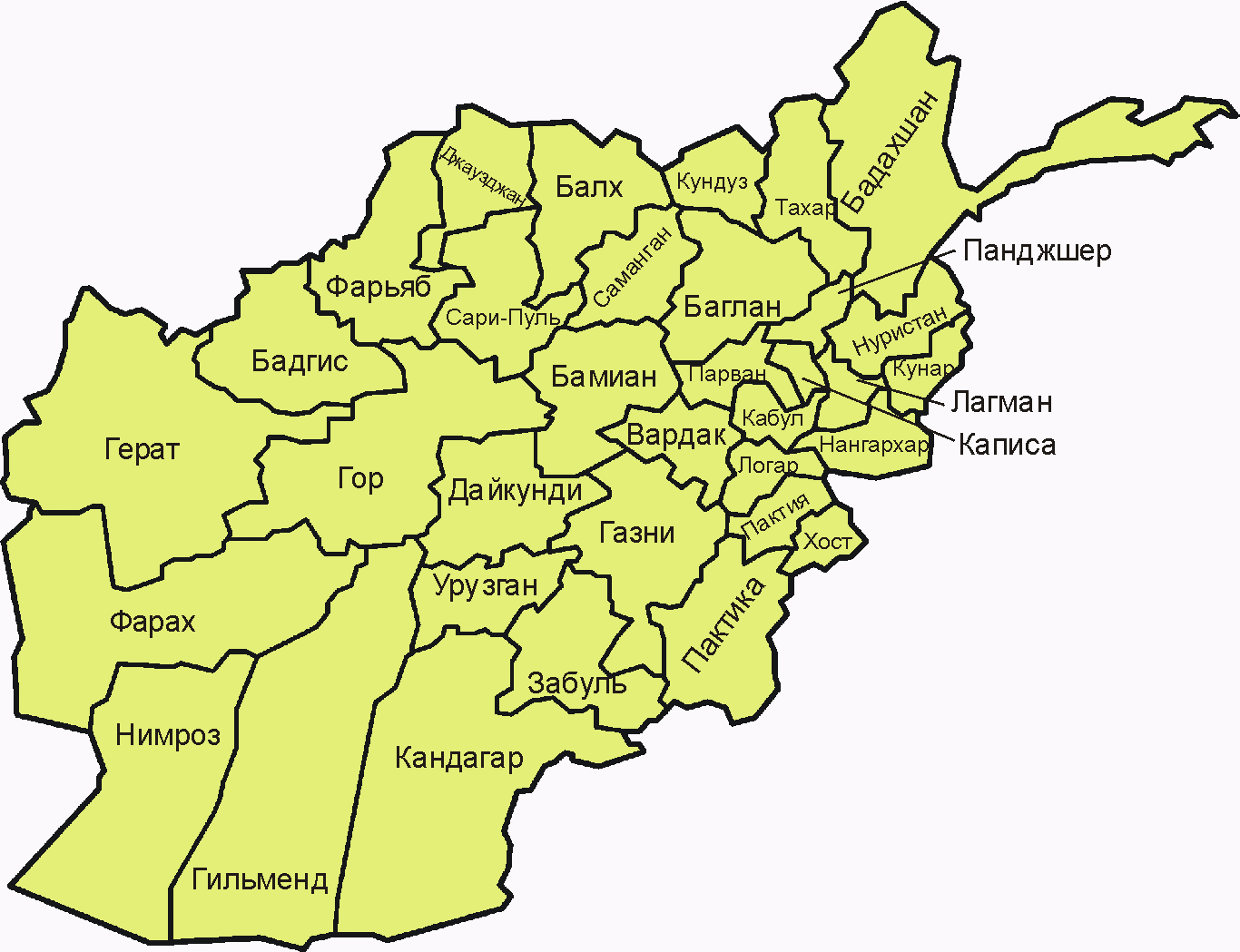
Административное деление Афганистана

Топонимия Афганистана — совокупность географических названий, включающая наименования природных и культурных объектов на территории Афганистана. Структура и состав топонимии страны обусловлены её географическим положением, этническим составом населения и богатой историей.

## Название страны
Название «Афганистан» образовано сложением этнонима «афганы» (русское «афганцы») и иранской основы -стан («страна»); как название территории, заселенной афганцами, впервые встречается в XIV веке. По оценке В. А. Никонова, этноним происходит от имени легендарного предка афганцев Авгана. До XIX века название использовалось только для традиционных земель пуштунов, в то время как всё государство в целом, было известно как Кабульское королевство. В других частях страны в определённые периоды истории существовали независимые государства, такие, как Королевство Балхе в конце XVIII -начале XIX веков.
По мере централизации власти в стране афганские правители приняли название «Афганистан» для всего королевства. «Афганистан» в качестве названия всего царства было упомянуто в 1857 году Ф. Энгельсом, оно стало официальным названием, когда страна была признана мировым сообществом в 1919 году, после обретения полной независимости от Великобритании, и было утверждено в качестве такового в Конституции Афганистана 1923 года.
Официальное название страны — Исламская Республика Афганистан (пушту د افغانستان اسلامي جمهوریت‎, дари جمهوری اسلامی افغانستان).

## Формирование и состав топонимии
По оценке В. А. Жучкевича, в топонимии Афганистана выделяется три основных топонимических пласта: иранский, тюркский и арабский, встречаются элементы санскритские. Наиболее многочисленны топонимы иранского происхождения, на втором месте по частоте — тюркские, на третьем — арабские. Ряд названий имеет боле чем тысячелетнюю историю, например: Кабул, Кандагар, Герат, Мазари-Шариф и т. д. Новых названий сравнительно мало.
Горы и плоскогорья занимают 80 % территории страны, в силу чего в топонимии наличествует широкий пласт оронимов. Крупнейший горный массив — Гиндукуш (пушту هندوکش‎ и урду ہندوکش‎ — Хиндукуш). Об этимологии оронима имеется ряд гипотез. Название в форме Hindu-Kush упоминает арабский путешественник
Ибн Баттута (XIV век). Существует объяснение названия как «убийца индусов», но его мотивация неясна. По мнению Е. М. Поспелова, более правдоподобна реконструкция исходной формы
Хиндукух — название от персидского «индийские горы». Обе этимологии неизвестны местному населению. Среди хребтов Гиндукуша — Баба́ (Ко́хи-Баба́, Ку́хе-Баба́, перс. کوه بابا‎) — название тюркское: baba («отец, старик») характерно для многих оронимов тюркского происхождения; Паропамиз — название упоминается в древнегреческом сочинении V века до н. э. как Парапанис, в I в. н. э. — Паропамис; местному населению название неизвестно, этимологии нет, высказывалось предположение о происхождении из согдийского «подножие Памира».
Что касается гидронимии, лишь несколько больших рек страны известны под одним названием на всём протяжении, как, например, реки Гильменд, Кабул. Большинство же рек на всем протяжении имеет несколько названий, например, река Гор называется по верхнему и среднему течению (нижнее течение — Низган), Сари-Нуль — по среднему течению, (нижнее течение — Дарьяйи-Сафед), основное название реки Кундуз определено по названию нижнего течения (верхнее течение — Сурхаб, среднее — Пули-Хумри) и т. д.. Река Гильменд упоминается ещё в «Авесте» (I тысячелетие до н. э.) как Хетумат — «имеющая мосты». Последующие изменения: у древнегреческого историка Полибия (II в. до н. э.) — Гериман, среднеперсидское -Итоманд, современное дари هلمند, пушту هلمند‎ — Хильменд, перс. هيرمند‎ — Хирменд. Река Герируд называется так в верхнем течении на территории Афганистана, на территории Туркменистана она называется Теджен по названию города Теджен. Гидроним от Гератруд — «река города Герат». Река Кабул (пушту ‎и дари کابل — Кабуль, др.-инд. Kubhā) в верховье носит названия Майданруд, Лаландар, этимология не установлена.
Этимология названий крупнейших городов:
- Кабул — о происхождении ойконима существует множество легенд, ни одна из которой не может быть признана удовлетворительной. Лингвисты сходятся на том, что он происходит от гидронима реки Кабул с неясной этимологией (см. выше), существовавшего гораздо раньше города (санскритское Кубха, упоминается в «Ригведе»). По оценке В. А. Никонова, этимологии «склад товаров», «красная», «конская» не выдерживают критики[21].
- Герат — упоминается в «Авесте» (I тысячелетие до н. э.) как Haraeva, в древнеперсидских надписях Haraiva, в империи Александра Македонского носил название Александрия Ариана (др.-греч. Αλεξάνδρεια εν Αρίοις, Αλεξάνδρια εν Αρείοις)[22]. У арабского путешественника Ибн-Баттуты (XIV век) город Heri, что считают образованием от древнеперсидского har-, her- («водный, водяной»), то есть название связано с расположением города при реке. Позже отмечена форма Heri-at, где -at показатель множественного числа, выражающий собирательность; от неё современное Герат[23] (дари هرات, пушту هرات‎ — Херат[9]).
- Кандагар — город был основан в 330 году до н. э. во время экспансии Александра Македонского под названием Александрия в Арахозии (др.-греч. Ἀλεξάνδρεια Ἀραχωσίας), в средние века именовался перс. Zamin-davar‎. Название Кандагар предположительно было перенесено в V веке н. э. из долины Кабула, где тогда находилось княжество Candhara, арабское Kandahar. Распространена также легенда, что название «Александрия», в арабской форме Iskandar, перешло в современное Кандагар[24].

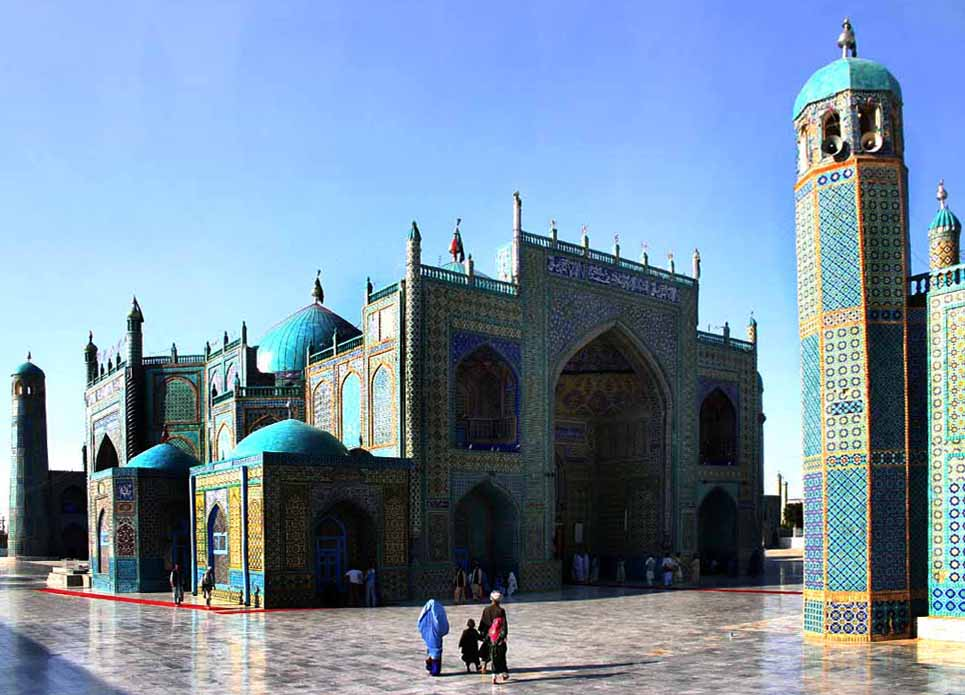
Голубая мечеть в Мазари-Шарифе, предполагаемое место погребения Али

- Мазари-Шариф (дари مزار شریف Mazār-e Šarif — «священная гробница») — в основе названия лежит открытие гробницы халифа Али (в 1135—36 и в 1480—81 годах), около которой возник посёлок, обслуживавший паломников и получивший название «Мазар» («могила, гробница»). Это название употреблялось до середины XIX века, когда к нему было добавлено определение:Мазари-Шариф — «священная гробница»[25].
- Джелалабад — основан падишахом Могольской империи Джелал ад-дином Акбаром в 1570 году, название от личного имени «Джалал» (арабское — «величие, слава») и иранского форманта -абад («город»)[26].
- Кундуз — по предположению Е. М. Поспелова, возможно образование от узб.  кун «солнце» и перс. ‎ дуз «крепость, укрепление на вершине горы»[27]. По другой версии, от персидских слов (перс. کهندژ‎ «kuhan diz»), «старая/древняя крепость».[28].
- Меймене — от гидронима одноимённой реки, этимология не установлена.
- Шибарган — название, вероятно, является искажением персидского названия «Шапорган», что означает «город [царя] Шапура». Имя «Шапур» носили несколько царей из персидской династии Сасанидов.

## Топонимическая политика
Топонимической политикой в стране занимается Совет по географическим названиям Афганистана, созданный в 2009 году.